# Trio Pogladič
Trio Pogladič so narodnozabavni in zabavnoglasbeni družinski ansambel iz Vojnika.

## Začetki
Trio je bil ustanovljen leta 1995 in bil hkrati prvi družinski ansambel v Sloveniji v takem sestavu.
Prvi nastop so imeli na regionalnem letalskem mitingu v Avstriji. Takrat se jim je odprla pot tudi na javne slovenske festivale narodnozabavne glasbe, s tem pa tudi pot na vse slovenske medije.
Od leta 1997 pa do danes so nastopili na sledečih festivalih: Festival Vurberk  (3x),festival Števerjan, festival Ptuj, Graška gora poje in igra (3x), sodelovali pa so tudi na mednarodnem festivalu Harmonica Treffen 1997 Kerkrade na Nizozemskem.
Pozneje so odšli na turnejo po Evropi; na Švedsko, v Nemčijo in pa Avstrijo. Daljše večtedenske turneje pa so imeli tudi 3x v Ameriki (1996, 1997 Connecticut, NY & 2007 Illinois) in 3x v Avstraliji (New South Wales, Victoria, Canberra).  
Avtor večina melodij je Franc Pogladič, pomagajo pa tudi znani glasbeniki kot Jože Šalej, Igor Podpečan, Franci Zeme, Ivan Sivec, Milena Jurgec, Vera Šolinc, Jože Zimšek, v zadnjem času je ogromno prispeval tudi kot avtor Bojan Lugarič & Damjan Pasarič.
Kot ambasadorji slovenske narodno-zabavne glasbe in kot odlični animatorji slovenske kulture in glasbe pa so prejeli tudi posebno priznanje Občine Vojnik in ob njihovi 20. letnici delovanja. 20. obletnico delovanja proslavili z nastopom 13. junija 2016 v Vitanju, kjer so prejeli še priznanja Občine Vitanje.

## Zasedba
Zasedba je ista in aktivna od ustanovitve 1995:
- Franc Pogladič (*1954) - diatonična harmonika, vokal
- Milan Pogladič (*1976) - bas kitara, bariton, klaviature, klarinet, vokal
- Mojca Pogladič (*1981) - kitara, vokal

## Diskografija
- Prinašamo pozdrave (1996) - Založba Metulj, Novo mesto
- Dekle s kitaro (1997) - Založba Metulj, Novo mesto
- Ko v slogi družina igra (1999) - Založba Mimik, Liboje
- Ples za vse (2003) - Založba Zlati zvoki, Kisovec
- Vesela mamica (2010) - Založba VOX
- Pesmi naših veselih let - samozaložba
- 20. naših (2016) - samozaložba